# Bataille de Khe Sanh (1967)
Guerre du Vietnam
Batailles
La première bataille de Khe Sanh ou Hill fights est un affrontement entre l'armée populaire vietnamienne (APV) et le corps américain des Marines du 24 avril au 11 mai 1967 pendant la guerre du Vietnam. La bataille eut lieu au nord-ouest de la base américaine de Khe Sanh, que la division 325C de l'APV menaçait. Après des combats éprouvants, les Américains emportent la décision, chassent l'ennemi de ses points d'appui et dégagent du même coup Khe Sanh.

## La base de Khe Sanh
La première implantation américaine à Khe Sanh remonte à 1962, lorsque des forces spéciales y sont déployées pour travailler avec des miliciens locaux. En 1964, les forces spéciales déménagent sur un plateau à trois km au nord de Khe Sanh où ils établissent un poste. En 1966, les marines arrivent à leur tour, étendent et fortifient la base. La même année, le renseignement rapporte que trois divisions de l'APV sont susceptibles de fondre sur la province de Quang Tri, avec Khe Sanh comme objectif probable, la base étant proche de la route 9, un axe logistique important. Le général Westmorland n'est pas effrayé par l'idée d'une attaque contre Khe Sanh; au contraire, dans cette région reculée, la puissance de feu américaine pourrait se déchaîner à loisir sans craindre les pertes civiles. Infliger des pertes était en effet au cœur de la stratégie de Westermorland qui se disait qu'il pourrait forcer Hanoï à changer de politique s'il étrillait suffisamment l'armée populaire. Aussi, la garnison fut renforcée en septembre 1966 en vue d'une éventuelle attaque. 

## Préludes
Entre octobre et décembre 1966, les Américains ne rencontrent l'ennemi que dans des affrontements sporadiques et peu coûteux, ne laissant qu'un marine tué et quinze autres blessés. À partir de janvier 1967, en revanche, les combats deviennent plus nombreux et meurtriers. Lors du plus sanglant de ces combats, le 16 mars,  19 Américains sont tués et 59 blessés dans une bataille indécise. Au total, entre février et avril 1967, avant la bataille, 30 marines sont tués et 144 blessés. Une infiltration ennemie majeure est en cours, la division 325C de l'APV prenant place au nord-ouest de Khe Sanh, sur les collines qui surplombent la base.

## Déroulement

### 24-28  avril: la colline 861
Le 24 avril, une nouvelle escarmouche survenue fortuitement va déclencher l'affrontement général. Ce jour-là, le matin, trois pelotons de la compagnie B du 3e bataillon du 9e de marines (3/9) sont envoyés pour une énième  patrouille pour inspecter les alentours de la colline 861 (env. 5 km au nord-ouest de Khe Sanh). Le 2e peloton du lieutenant King se trouve à l'ouest de la colline, tandis que les 1er et 3e se trouvent à l'est. King envoie un groupe de cinq hommes commandé par le Lt Sauer installer un poste d'observation sur la crête de la colline 861. Mais l'opération tourne mal, Sauer est tué ainsi que tous les hommes du groupe à l'exception d'un. Pendant ce temps, les deux autres pelotons sont également accrochés. Le commandant de la compagnie B, le capitaine Sayers, décide d'attaquer 861 en pensant qu'avec King à l'opposé des pelotons 1 et 3, il pourrait réaliser un mouvement en tenaille. Mais l'attaque se heurte à une forte opposition et aucun progrès notable n'est  réalisé. De plus, les blessés ne peuvent être tous évacués en raison des tirs qui empêchent les hélicoptères d'effectuer leurs rotations. À la fin de la journée, la colline est toujours disputée. La présence de l'ennemi à portée de mortier de Khe Sanh fait aussitôt penser au général Walt, un des responsables du corps des marines au Vietnam, que les Nord-Vietnamiens comptent prendre d'assaut la  base. Cette première journée de combat a coûté 12 tués, 17 blessés et 2 disparus à la compagnie B.
Le lendemain 25 avril, les Américains se réorganisent. Sayers fait venir à lui le peloton King pour renforcer les pelotons 1 et 3, tandis que la compagnie K du 3/3 est envoyée en renfort à l'ouest de la colline. Dans l'après-midi, après un bombardement de plusieurs heures, la compagnie K monte à l'assaut de la crête où le groupe Sauer a été massacré la veille. La compagnie est reçue à 300 mètres de la crête par un feu de mitrailleuses meurtrier qui empêche d'avancer tout en causant des pertes considérables. La nuit, la compagnie s'enterre sans avoir progressé. Le matin du 26, la compagnie tente une attaque surprise qui tourne aussi au fiasco. Finalement, la compagnie K est retirée du front le 26 après avoir subi 48% de pertes. De son cotés, la compagnie B n'a pu progresser le 25 en raison d'un brouillard très dense. Le lendemain, la compagnie est prise dans des combats meurtriers dans le brouillard et doit être retirée du front le 27. Entre-temps, des départs de feu ont été observés la nuit du 25 et le matin du 26 sur la colline 881S, dévoilant la présence de l'ennemi à cet endroit.
Le 27, les Américains reforment leurs troupes d'assaut avec le 2e bataillon du 3e de marines et trois autres compagnies des 3e et 9e de marines. Toute la journée est consacrée à matraquer la colline 861 avec bombes et obus. Le 28, le 2e bataillon est envoyé sur la colline où il ne rencontre aucun ennemi, celui-ci ayant déjà évacué. Sur place, les Américains peuvent voir comment les Nord-Vietnamiens ont fortifié la colline, avec de nombreux trous d'infanterie et casemates se soutenant entre eux. La retraite n'a apparemment pas tourné à la déroute, l'APV n'ayant abandonné aucun matériel  sensible. À présent qu'ils contrôlent 861, les marines peuvent continuer vers l'ouest et leurs prochains objectifs : les collines 881S (Sud) et 881N (Nord).

### 29 avril-5 mai: les collines 881
Après des combats mineurs le 29, les Américains lancent l'assaut contre 881S le 30. Une compagnie  parvient à gravir la colline étonnamment facilement. Il  s'agit d'un piège; les Nord-Vietnamiens ont laissé les marines s'enfoncer et à présent, ceux-ci se trouvent au milieu d'un bataillon de l'APV qui ouvre le feu au moment opportun. Les marines se trouvent alors dans une situation désespérée malgré une résistance héroïque et il faut déployer une autre compagnie et des hélicoptères en appui-feu  pour permettre aux soldats piégés de redescendre la colline. Cet assaut désastreux laisse 44 Américains tués et 109 blessés. Le même jours, les Américains livrent combat pour contrôler l'espace entre les collines 881. Malgré une résistance toujours aussi obstinée de l'adversaire, les marines parviennent à réduire le réseau de casemates et l'assaut est un succès. 
Le 1er mai se passe en bombardements sur les objectifs en vue d'un assaut renouvelé contre les collines. Le lendemain 2 mai, les Américains prennent 881S après n'avoir rencontré que des tireurs embusqués. De nouveau, les Américains constatent à quel point la colline était bien aménagée par l'ennemi. Le même jour, un assaut contre 881N échoue avec pertes. La compagnie E du 2/3 s'installe pour la nuit sur une colline à 500 mètres au sud de 881N lorsque, tôt le matin du 3 mai, alors qu'il fait encore nuit, la compagnie subit une attaque en force par l'est et l'ouest. Grâce à un usage intensif des armes de soutien, la compagnie E parvient à contenir l'adversaire, sans pour autant qu'il soit tout à fait vaincu. Aussi, au lever du jour, deux compagnie de marines sont jetées dans la mêlée afin de nettoyer la zone où l'ennemi a réalisé sa pénétration. Les combats, toujours intenses, vont persister jusqu'au milieu de l'après-midi avant que les Américains n'aient le champ de bataille bien en mains. Cet  attaque fut un pari risqué et non  payant pour l'APV qui y laisse de nombreux morts, au moins 137 selon les Américains. Après un interlude le 4 mai, les Américains prennent 881N le 5 après des combats de faible intensité qui ne font que deux blessés chez les marines.

### Opérations de ratissage
Après avoir pris le contrôle des collines,les Américains procèdent à présent aux opérations de ratissage pour contrôler l'étendue de la retraite de l'ennemi et vérifier qu'il ne cherche pas à se fortifier ailleurs. Ces opérations ont aussi leur lot de combats violents. Le 9 mai, la compagnie F du 2/3 est très sévèrement accrochée par l'APV et en danger d'être submergée. Les Vietnamiens sont finalement dispersés par la compagnie E arrivée en renfort. Ce combat fait 24 morts américains dont des blessés qui ont été achevés par l'ennemi. Près des lieux de l’affrontement, les Américains découvrent un cimetière improvisé où sont enterrés  203 Nord-Vietnamiens tués les jours précédents. Le même jour, une patrouille de reconnaissance de sept marines est prise à partie par une force ennemi bien plus nombreuse et n'échappe à la destruction que grâce à des feux d'artillerie bien dirigés. Les trois survivants de la patrouille ne sont extraits de l'encerclement par hélicoptère que le lendemains 10 mai. Il s'agit des derniers combats de la bataille; après cela, les combats s'éteignent autour de Khe Sanh, les éléments de la division 325C se  retirant au Laos et vers la zone démilitarisée.

## Bilan
La bataille se conclut par un succès tactique pour les Américains qui, malgré  600 pertes, sont parvenus à chasser l'ennemi des abords de Khe Sanh. Pour les Nord-Vietnamiens, malgré une bonne tenue au feu des fantassins face à une puissance de feu très supérieure, la bataille est un échec sanglant. Toutefois, la situation stratégique demeure inchangée, l'APV n'étant pas dissuadée de lancer des infiltrations dans la province de Quang Tri, y compris contre Khe Sanh, qui sera de nouveau attaquée l'année suivante. Les Américains ont été étonnés de voir à quel point l'adversaire avait bien fortifié la zone. Des centaines de trous de combat et de casemates ont été découverts; les aménagements étaient rudimentaires, mais efficaces. Les casemates, quoique fabriquées en matériaux vulnérables aux bombes et aux obus, étaient construites de telle sorte que les bombardements en venaient difficilement à bout. En outre, elles étaient également si bien camouflées qu'il était impossible de les repérer de loin. Le fusil M16, récemment perçu par les marines, ne s'est pas montré à la hauteur, avec une forte tendance à s'enrayer, un problème particulièrement dramatique quand une unité devait se battre pour sa survie, ce qui est souvent arrivé dans cette bataille.
S'agissant des pertes, les sources divergent. les sources secondaires  américaines donnent 155 tués et 425 blessés côté américain, alors que les rapports officiels US font état de 168 tués, 436 blessés et 2 disparus,. Pour les pertes de l'APV, les rapports américains revendiquent 807 morts confirmés, 611 probables et 6 prisonniers, tandis que les sources secondaires parlent de 940 tués,.       